# بيتكوين
بيتكوين (اختصارًا BTC؛ الرمز: ₿) (بالإنجليزية: Bitcoin) هي أول عملة معماة لامركزية. يمكن إرسالها من شخص إلى آخر عبر شبكة البيتكوين بطريقة الند للند دون الحاجة إلى طرف ثالث. يُتَحَقَّق من حوالات الشبكة باستخدام التشفير وتُسجل في دفتر حسابات موزع يسمى سلسلة الكتل دون وجود جهة مركزية للإشراف. يتم تحقيق التوافق بين العقد باستخدام عملية حسابية مكثفة تعتمد على إثبات العمل تُعرف باسم التعدين والتي تؤمن سلسلة الكتل الخاصة ببيتكوين. يستهلك التعدين كميات كبيرة من الكهرباء وقد تعرض للانتقاد بسبب التأثير البيئي للبيتكوين
استنادًا إلى أيديولوجية السوق الحر، اختُرع البيتكوين في عام 2008 من قبل شخص مجهول يُعرف باسم ساتوشي ناكاموتو. بدأ استخدام البيتكوين كعملة في عام 2009، عندما أُصدر تطبيقها كبرنامج مفتوح المصدر.:ch. 1 وفي عام 2021، اعتمدته السلفادور كعملة قانونية. يُنظر إليه غالبًا على أنه استثمار وقد وصفه العديد من العلماء بأنه فقاعة اقتصادية. ونظرًا لأن البيتكوين يُستخدم بأسماء مستعارة فقد استُخدم من قبل المجرمين مما أدى إلى انتباه الجهات الرقابية مما أدى إلى حظره في العديد من الدول اعتبارًا من 2021.

## التاريخ

### الخلفية التاريخية
قبل بيتكوين، أصدرت العديد من العملات الرقمية بدءاً من إي كاش التي أصدرها ديفيد تشاوم في عقد 1980. اقترحت فكرة أنه يمكن أن يكون لحلول الألغاز الحسابية بعض القيمة للمرة الأولى عام 1992 وقد قدّم هذا الاقتراح كل من عالمي التشفير سينثيا دوورك وموني ناور. أعاد آدم باك اكتشاف هذا المفهوم مستقلاً عن غيره عندما طوّر "نظام هاشكاش"، وهو نظام إثبات عمل لمكافحة البريد المزعج، في عام 1997. جاءت أولى الاقتراحات للعملات المشفرة اللامركزية القائمة على الندرة الرقمية من مهندس الحاسوب الصيني وي داي (b-money) ونيك زابو (bit gold) في عام 1998. في عام 2004، طور عالم الحاسبات هال فيني أول عملة تعتمد على إثبات العمل القابل لإعادة الاستخدام. ورغم ذلك، لم تنجح هذه المحاولات العديدة: تطلّب مفهوم تشاوم سيطرةً مركزية، ولم تُبدِ أية بنوك رغبة في تبني ذلك، لم يكن نظام هاشكاش محمياً ضد الإنفاق المزدوج، في حين لم تكن بت غولد أو بي موني قادرة على مقاومة هجمات سيبل الإلكترونية.

### 2008–2009: الإنشاء
سُجّل اسم النطاق "bitcoin.org" في 19 أغسطس\آب 2008. في 31 أكتوبر 2008، نُشر رابط ورقة بحثية كتبها ساتوشي ناكاموتو بعنوان "Bitcoin: A Peer-to-Peer Electronic Cash System" في قائمة بريدية متخصصة في التشفير.
. أنجز ناكوموتو برمجية بيتكوين مفتوحة المصدر وأصدرها في يناير\كانون الثاني 2009. ظلّت هوية ناكاموتو مجهولة. وفق عالم الحاسبات آرفيند نارايانان فقد نشأت جميع المكونات الفردية للبيتكوين في الأدبيات الأكاديمية السابقة. تمثّل ابتكار ناكاموتو في التفاعل المعقد بين العناصر ما أدى إلى ظهور أو نظام نقدي رقمي لامركزي يمكنه مقاومة هجمات سيبل الإلكترونية وقادر على تخطي العمليات الحسابية المغلوطة وقد أشير إليه لاحقاً كأول سلسلة كتل. لم يحظَ بحث ناكاموتو بمراجعة الأقران وفي البداية تجاهله الأكاديميون الذين زعموا أنه لا يمكن أن ينجح.
في 3 يناير 2009، أنشئت شبكة البيتكوين عندما تمكّن ناكاموتو من توليد الكتلة الأولى في السلسلة، والمعروفة باسم الكتلة التأسيسية (Genesis Block).
. وقد ضُمّنت تلك الكتلة النص "التايمز 03\يناير\2009 المستشار على حافة خطة إنقاذ البنوك الثانية، وهو تاريخ إصدار صحيفة ذا تايمز وعنوانها الرئيسي. بعد تسعة أيام، تلقّى هال فيني أول معاملة بيتكوين: عشرة عملات بيتكوين من ناكاموتو. وكان وي داي ونيك زابو أيضًا من المؤيدين الأوائل. في 22 مايو 2010، أجريت أول معاملة مالية معروفة باستخدام البيتكوين عندما اشترى المبرمج لازلو هانيكز اثنتين من البيتزا من بابا جونز مقابل 10,000₿، وقد احتُفي بذلك اليوم لاحقاً باسم "يوم بيتزا البيتكوين".

### 2015–2019
في عام 2017، قدّرت دراسة أجرتها جامعة كامبريدج أن عدد مستخدمي محفظة العملات المعماة يتراوح بين 2.9 إلى 5.8 مليون مستخدم، معظمهم يستخدمون البيتكوين.
في أغسطس 2017، فُعّل تحديث برمجي يُعرف باسم سغويت كان يهدف إلى دعم شبكة البرق وتحسين قابلية التوسع.
ومع ذلك، عمل معارضو سغويت الذين دعموا زيادة حجم الكتل كحل للتوسع تفرعاً لابتكار عملة بيتكوين كاش التي تُعد واحدة من عدة تفرعات للبيتكوين.
في ديسمبر 2017، أُطلق أول عقد آجل للبيتكوين من قبل بورصة شيكاغو التجارية.
في فبراير 2018، انهار سعر البيتكوين بعد أن فرضت الصين حظرًا تامًا على تداول البيتكوين.
انخفضت نسبة تداول البيتكوين بالرنمينبي الصيني من أكثر من 90% في سبتمبر 2017 إلى أقل من 1% في يونيو 2018.
في العام نفسه، تأثرت أسعار البيتكوين سلبًا بسبب عدة عمليات اختراق أو سرقات تعرضت لها منصات تداول العملات الرقمية.

### هوية ساتوشي
في عام 2016 أعلن رجل الأعمال الأسترالي كريغ رايت أنه هو ساتوشي ناكاموتو مقدما دليلا تقنيا على ذلك ولكن تم كشف زيف أدلّته بسهولة.

## التصميم

### وحدة الحساب
وحدة الحساب في نظام البيتكوين هي عملة البيتكوين. رمز التداول المستخدم لتمثيل البيتكوين هو BTC و XTC ورمز يونيكود المستخدم هو ₿. الوحدات البديلة للكميات الصغيرة من البيتكوين هي ميليبيتكوين برمز (mBTC) وساتوشي برمز (sat). تم تسمية الوحدة sat تكريماً لمنشئ العملة وهو satoshi، وهي أصغر قيمة في نظام بيتكوين ومثل 1⁄100000000 بيتكوين، أي مائة مليون من بيتكوين. الملي بيتكوين يساوي 1⁄1000 بيتكوين؛ واحد على ألف من عملة البيتكوين أو 100,000 ساتوشي.

### سلسلة الكُتل
تعريف سلسلة الكتل: أكبر سجل رقمي عالمي موزع ومفتوح، يسمح بنقل أصل الملكية من طرف إلى آخر في الوقت نفسه، دون الحاجة إلى وسيط، مع تحقيق درجة عالية من الأمان لعملية التحويل في مواجهة محاولات الغش أو التلاعب، ويشترك في هذا السجل جميع الأفراد حول العالم.
لضمان صحّة عمليات التحويل، يقوم نظام البيتكوين بالاحتفاظ بسجل حسابات تُسجل فيه جميع الإجراءات التي تتم على الشبكة يُطلق عليه اسم سلسلة الكُتل (بالإنجليزية: blockchain). تتشارك جميع العُقد المتواجدة على شبكة البيتكوين هذا السجل عبر نظام يعتمد على بروتوكول بِتكُيِن. تحتوي سلسلة الكُتل على جميع الإجراءات التي تمت باستخدام بِتكُيِن، وهو ما يُمكن من معرفة الرصيد الذي يملكه كل عنوان على هذه الشبكة. يُطلق على هذا المفهوم وصف السلسلة للترابط المتواجد ما بين الكُتل، حيث تحتوي كل كُتلة على هاش الكُتلة التي تسبقها ويتواصل الأمر إلى غاية الوصول إلى الكُتلة الأولى التي يُطلق عليها اسم «كتلة التكوين» (بالإنجليزية: genesis block) . تكوين السلسلة بهذه الطريقة يجعل من مهمة تغيير أي كُتلة بعد مرور مُدة مُعينة على إنشائها في غاية الصعوبة، حيث أن تغيير أي كُتلة يتطلب تغيير كل الكُتل التي تليها بسبب الحاجة إلى إعادة حساب هاش كل كُتلة لتحديث قيمة هاش الكُتلة السابقة فيها. هذه الخاصية هي ما يجعل من مُشكل الإنفاق المُتكرر لنفس العُملات في غاية الصعوبة على بِتكُيِن، بل ويُمكن اعتبار سلسلة الكُتل العمود الفقري الذي لا يُمكن لعُملة بِتكُيِن الوقوف من دونه.

### التعمية
تُعتبر البيتكوين عُملة معمّاة (بالإنجليزية: cryptocurrency) ويُقصد بذلك أنها تعتمد بشكل أساسي على مبادئ التشفير في جميع جوانبها، كما أنها تُعتبر أيضا العُملة الأولى من نوعها والأكثر شهرة وانتشارًا لكن رغم ذلك ليست العُملة التشفيرية الوحيدة الموجودة على شبكة الإنترنت حاليًا. حيث يتوفر ما يزيد عن 60 عُملة تشفيرية مُختلفة منها 6 عُملات يُمكن وصفها بالرئيسية وذلك اعتمادًا على عدد المُستخدمين وبنية كل شبكة، إضافة إلى الأماكن التي يُمكن استبدال وشراء هذه العُملات التشفيرية مُقابل عُملات أخرى. جميع العُملات التشفيرية الحالية مبنية على مبدأ عمل عُملة بيتكوين نفسها باستثناء عُملة Ripple ، وبما أن عُملة بيتكوين مفتوحة المصدر فإنه من المُمكن استنساخها وإدخال بعض التعديلات عليها ومن ثم إطلاق عُملة جديدة.

### اللامركزية
البيتكوين عملة رقمية ذات مجهولية، حيث أن عملية التحويل عبرها يتطلب فقط معرفة رقم محفظة الشخص المحول إليه ويتم تخزين عملية التحويل في سلسلة الكتل برقم تسلسلي خاص ولا يتضمن هذا اسم المرسل أو المتلقي أو أي بيانات أخرى خاصة بهما، مما يجعل منها فكرة رائجة لدى كل من المدافعين عن الخصوصية، أو بائعي البضائع غير المشروعة (مثل المخدرات) عبر الإنترنت على حد سواء.
تقوم بيتكوين على التعاملات المالية وتستخدم شبكة الند للند (بالإنجليزية: Peer-to-Peer) والتوقيع الإلكتروني والتشفير بين شخصين مباشرة دون وجود هيئة وسيطة تنظم هذه التعاملات، حيث تذهب النقود من حساب مستخدم إلى آخر بشكل فوري ودون وجود أي رسوم تحويل (باستثناء رسوم الشبكة التي تدفع للمعدنين) ودون المرور عبر أي مصارف أو أي جهات وسيطة من أي نوع كان.
تتوفر العملة على مستوى العالم ولا تحتاج لمتطلبات أو أشياء معقدة لاستخدامها. عند الحصول على العملة يتم تخزينها في محفظة إلكترونية. ومن الممكن استخدام هذه العملة في أشياء كثيرة منها شراء الكتب والهدايا أو الأشياء المتاح شرائها عن طريق الإنترنت وتحويلها لعملات أخرى مثل الدولار أو اليورو.

### التعدين
يقصد بتعدين البتكوين هو استخراجه وتنقيبه ولتبسيط المفهوم فالعملية تشبه استخراج الذهب، فاستخراجه من باطن الأرض يتطلب معدات معينة مخصصة لذلك الغرض وجهد كبير، الأمر مشابه لتعدين البتكوين فهو يتطلب معدات وبرامج مخصصة تقوم بفك الشفرات والعمليات الحسابية المعقدة، هذه البرامج مجانية على الإنترنت تستطيع تعدين البيتكوين على أجهزة الكمبيوتر عالية الأداء التي تستطيع تحمل الضغط العالي جدا لهذه البرامج، اما التعدين السحابي وهو يتمثل ببساطة أن شركات متخصصة في المجال وتسمى بالمسبح (بالإنجليزية: Pool) وهو أن يجتمع مجموعة من الأشخاص لهم نفس الهدف كل يدفع نسبة من المال عبارة عن استثمار وعند الربح يأخذ المال على حسب النسبة التي وضعها.
تستهلك شركات تعدين "بتكوين" في الولايات المتحدة كمية من الكهرباء تعادل استهلاك ولاية يوتا بالكامل، وفق تقرير تحليلي جديد أصدرته إدارة معلومات الطاقة بالولايات المتحدة في 2 فبراير 2024 ويُعتبر ذلك هو الحد الأدنى لنطاق الاستهلاك.
تضاعف استهلاك عمليات تعدين "بتكوين" للكهرباء بأكثر من 113 ضعفاً في عشر سنوات، إذ ارتفع من 1.0566 تيراواط في الساعة في 2013 إلى أكثر من 121 تيراواط في الساعة لعام 2023، بحسب بيانات (ccaf).

## الاقتصاد والاستخدام

### الجذور النظرية والإيديولوجية للبيتكوين
وفقًا للبنك المركزي الأوروبي، فإن اللامركزية في المال التي تقدمها البيتكوين تستند نظريًا إلى المدرسة النمساوية، وخصوصًا أفكار فريدريش فون هايك في كتابه خصخصة المال، حيث يدعو إلى إنشاء سوق حر كامل لإنتاج وتوزيع وإدارة المال بهدف إنهاء احتكار البنك المركزي.:22 ويجادل عالم الاجتماع نايجل دود بأن جوهر إيديولوجية البيتكوين يتمثل في إزالة المال من سيطرة الحكومات والمجتمع. تصف مجلة ذي إيكونوميست البيتكوين بأنه "مشروع لاسلطوية معماة لإنشاء نسخة إلكترونية من النقود، تمكن الناس من التعامل دون إمكانية تدخل الحكومات أو البنوك الشريرة". استقطبت هذه الأفكار الفلسفية في البداية التحررية واللاسلطوية. يجادل الاقتصادي بول كروغمان بأن العملات المعماة مثل البيتكوين تُستخدم فقط من قبل المشككين في البنوك والمجرمين.

### الاعتراف بالبيتكوين كعملة والوضع القانوني
المال له ثلاث وظائف: مخزن للقيمة، وسيلة التبادل، ووحدة حساب. وفقًا لـ ذي إيكونوميست في عام 2014، فإن البيتكوين تعمل بشكل أفضل كوسيلة للتبادل. في عام 2015، أشارت ذي إيكونوميست إلى أن البيتكوين يمتلك ثلاث خصائص مفيدة كعملة: فهو "صعب الكسب، محدود في العرض، وسهل التحقق". ومع ذلك، في تقييم لعام 2018 من قبل ذي إيكونوميست، تبين أن العملات المعماة لا تحقق أيًا من هذه المعايير الثلاثة. وفقًا لبعض الباحثين، اعتبارًا من 2015، فإن البيتكوين يعمل كنظام دفع أكثر من كونه عملة.
في عام 2014، كتب الاقتصادي روبرت شيلر أن للبيتكوين إمكانات كوحدة حساب لقياس القيم النسبية للسلع، كما هو الحال مع وحدة وحدة حساب تشيلية ‏ في تشيلي، لكنه أضاف أن "البيتكوين في شكله الحالي... لا يحل أي مشكلة اقتصادية منطقية". ووصف فرانسوا ر. فيلد، كبير الاقتصاديين في بنك الاحتياطي الفيدرالي في شيكاغو، البيتكوين بأنه "حل أنيق لمشكلة إنشاء عملة رقمية".
ذكر ديفيد أندولفاتو، نائب رئيس بنك الاحتياطي الفيدرالي في سانت لويس ‏، أن البيتكوين يمثل تهديدًا للمؤسسات التقليدية، ويرى أن هذا أمر جيد لنظام الاحتياطي الفيدرالي والبنوك المركزية الأخرى، لأنه يحفز هذه المؤسسات على تطبيق سياسات سليمة.
تختلف قانونية العملات المعماة حسب البلد أو الإقليم بشكل كبير من ولاية قضائية إلى أخرى. ونظرًا لطبيعتها اللامركزية وحضورها العالمي، فإن تنظيم البيتكوين أمر صعب. ومع ذلك، يمكن تجريم استخدام البيتكوين، كما أن إغلاق منصات التداول والاقتصاد القائم على التعامل المباشر بين الأفراد في بلد معين سيشكل حكم الأمر الواقع حظرًا. جذب العملة المعماة والجرائم انتباه الجهات التنظيمية المالية والهيئات التشريعية ووكالات إنفاذ القانون.
صرح الاقتصادي الحائز على جائزة نوبل جوزيف ستيجلز بأن إخفاء الهوية في البيتكوين يشجع على غسيل الأموال وجرائم أخرى. وهذا هو التبرير الرئيسي وراء حظر البيتكوين. اعتبارًا من نوفمبر 2021, قامت تسع دول بفرض حظر مطلق (الجزائر، بنغلاديش، الصين، مصر، العراق، المغرب، نيبال، قطر، وتونس)، بينما فرضت 42 دولة أخرى حظرًا ضمنيًا.[بحاجة لتحديث] ولكن في السلفادور تعتبر البيتكوين عملة قانونية.

### الاستخدام في المدفوعات
اعتبارًا من 2018, نادرًا ما يُستخدم البيتكوين في المعاملات مع التجار، ولكنه شائع الاستخدام في شراء السلع غير القانونية ‏ عبر الإنترنت. نادراً ما يتم تسعير السلع بالبيتكوين، وتُجرى المعاملات عادةً بتحويلها إلى عملات النقد الإلزامي. ومن الأسباب الشائعة لعدم استخدام البيتكوين: التكاليف المرتفعة، عدم القدرة على معالجة استرداد المبالغ المدفوعة، التقلب العالي، طول أوقات المعاملات، وتكاليف التعاملات (خاصة للمعاملات الصغيرة).

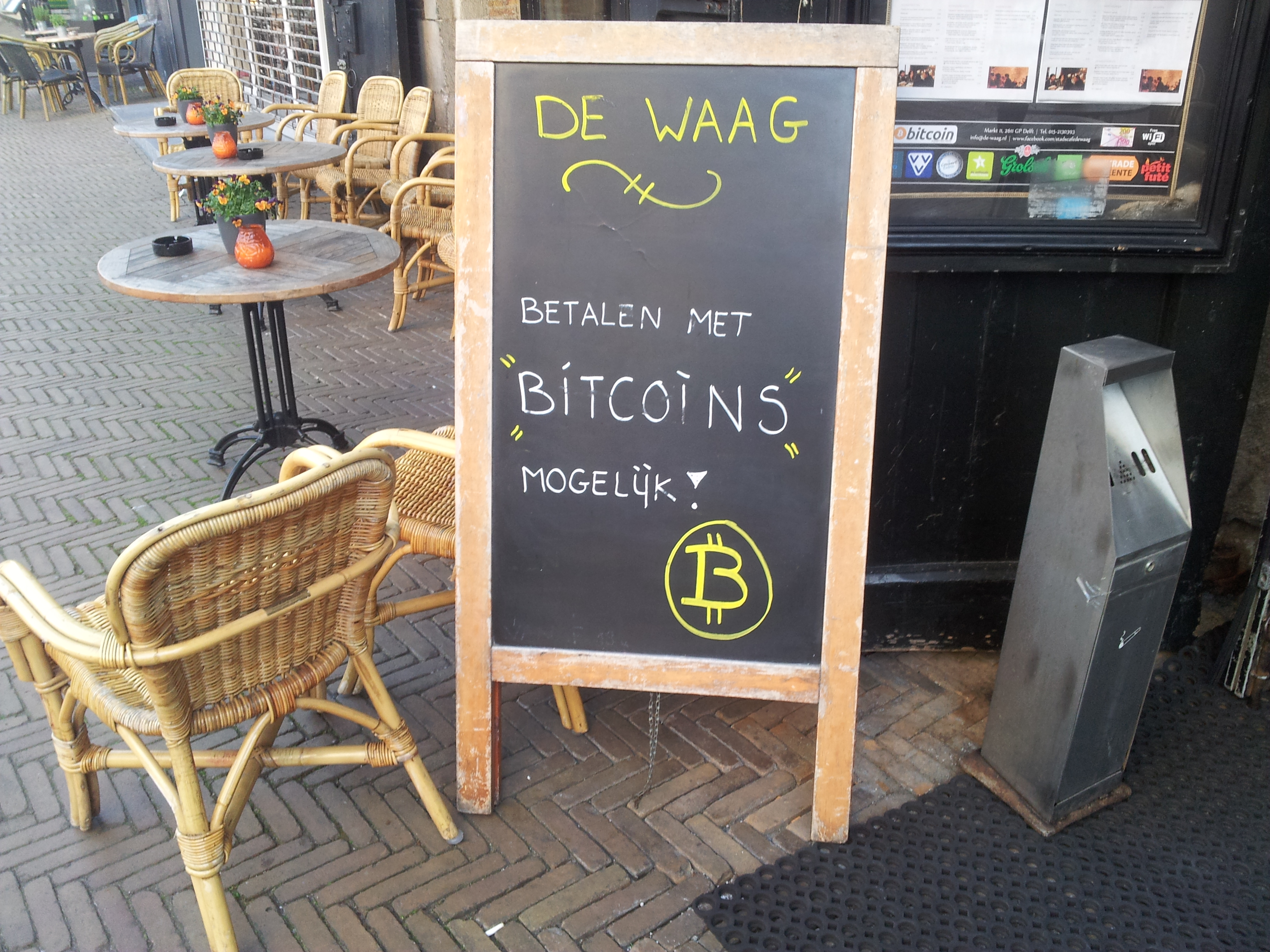
مقهى في دلفت يقبل الدفع ببيتكوين

ذكرت بلومبيرغ أن البيتكوين يُستخدم في شراء سلع كبيرة على موقع Overstock.com وللتحويلات عبر الحدود إلى العاملين المستقلين. اعتبارًا من 2015, كان هناك استخدام محدود للبيتكوين في الحوالات الدولية على الرغم من الرسوم العالية التي تفرضها البنوك وويسترن يونيون التي تنافس في هذا السوق. على الرغم من المخاطر والتكاليف المرتبطة بها، أبلغ في عام 2022 عن استخدام متزايد للبيتكوين، إلى جانب النقد وبطاقات الائتمان، وفي المطاعم.
في سبتمبر 2021، جعل قانون بيتكوين البيتكوين عملة قانونية في السلفادور إلى جانب الدولار الأمريكي. وقد تعرضت هذه الخطوة لانتقادات واسعة النطاق سواء على الصعيد الدولي أو داخل السلفادور. على وجه الخصوص، في عام 2022، حث صندوق النقد الدولي (IMF) السلفادور على إلغاء هذا القرار. اعتبارًا من 2022, ظل استخدام بيتكوين في السلفادور منخفضًا: حيث رفضت 80% من الشركات قبوله على الرغم من الالتزام القانوني بذلك. وفي أبريل 2022، اعتمدت جمهورية إفريقيا الوسطى (CAR) البيتكوين كعملة قانونية إلى جانب الفرنك الإفريقي. ومع ذلك، قامت الدولة بإلغاء هذا القرار بعد عام واحد فقط.
تُستخدم البيتكوين أيضًا من قبل بعض الحكومات. على سبيل المثال، كانت حكومة الجمهورية الإسلامية الإيرانية تعارض العملات المعماة في البداية، لكنها لاحقًا اعتبرتها فرصة لتجاوز العقوبات. واعتبارًا من عام 2020، طلبت إيران من معدنيّ البيتكوين المحليين بيع البيتكوين إلى البنك المركزي، مما أتاح للبنك المركزي استخدامه في تمويل الواردات. بعض التقسيمات الإدارية تقبل أيضًا دفع الضرائب بالبيتكوين، بما في ذلك كولورادو (الولايات المتحدة) وكانتون تسوغ (سويسرا). اعتبارًا من عام 2023، تمتلك الحكومة الأمريكية أكثر من 5 مليارات دولار من البيتكوين المصادر.

### الاستخدام للاستثمار والوضع كفقاعة اقتصادية
اعتبارًا من 2018، كانت الغالبية العظمى من معاملات البيتكوين تتم على تبادل العملات. منذ عام 2014، توفر الصناديق المنظمة للبيتكوين أيضًا تعرضًا للأصل أو للعقود الآجلة كاستثمار. يُستخدم البيتكوين كمخزن للقيمة: استثمر الأفراد والشركات مثل توائم وينكلفوس ‏ وشركات إيلون ماسك مثل سبيس إكس وتسلا موتورز استثمرت بشكل كبير في البيتكوين. ثروة البيتكوين مركزة للغاية، حيث يمتلك 0.01% حوالي 27% من العملة المتداولة، اعتبارًا من عام 2021. اعتبارًا من سبتمبر 2023, كانت السلفادور تمتلك 76.5 مليون دولار من البيتكوين في احتياطي النقد الأجنبي.

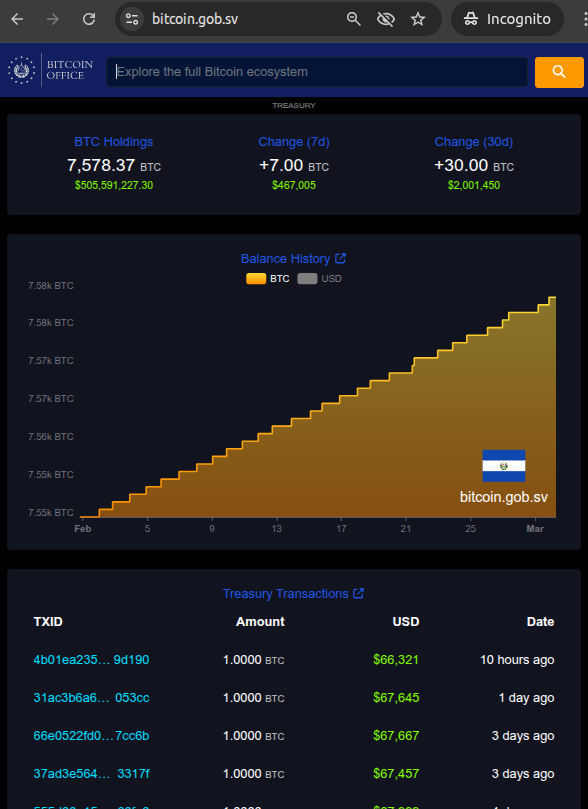
موقع الحكومة مع احتياطيات السلفادور من البيتكوين

في عام 2018، خلصت دراسة نشرت في مجلة Journal of Monetary Economics إلى أن التلاعب بالأسعار ‏ قد حدث أثناء سرقة البيتكوين من إم تي جوكس وأن السوق ظلت عرضة للتلاعب. كما أشارت دراسة نشرت في The Journal of Finance إلى أن التداول المرتبط بزيادة كمية الدولار الرقمي والتداول المرتبط ببورصة بتفينكس كان مسؤولًا عن حوالي نصف الزيادة في سعر البيتكوين في أواخر عام 2017.
وُصِفَت عملة البيتكوين، إلى جانب العملات الرقمية الأخرى، بأنها فقاعة اقتصادية من قبل العديد من الاقتصاديين، بما في ذلك الحائزين على جائزة نوبل في العلوم الاقتصادية، مثل جوزيف ستيجلز، جيمس هيكمان، وبول كروغمان. كما جادل روبرت شيلر، الحائز أيضًا على الجائزة، بأن البيتكوين هو في الحقيقة بدعة مؤقتة قد يصبح فئة من الأصول ‏. ووصف نمو سعره بـ "الوباء"، مدفوعًا بـعدوى اجتماعية. في عام 2024، وصف جان تيرول، الحائز أيضًا على جائزة نوبل، البيتكوين بأنه "فقاعة بحتة" حيث إن قيمته الجوهرية تساوي صفرًا. وفقًا له، فإن بعض الفقاعات تستمر لفترات طويلة مثل الذهب والعملات الورقية، ومن المستحيل التنبؤ ما إذا كان البيتكوين سينهار مثل بقية الفقاعات المالية أو يصبح الذهب الجديد. في نفس العام، وصف رئيس مجلس المحافظين للنظام الاحتياطي الفدرالي جيروم باول البيتكوين كمنافس رقمي للذهب ولكنه ليس منافسًا للدولار، حيث قال إنه أصل مضاربي شديد التقلب ولا يُستخدم كوسيلة دفع.
وفقًا لبحث نُشر في مجلة International Review of Financial Analysis في عام 2018، فإن البيتكوين كأصل يتمتع بتقلبات عالية ولا يتصرف مثل أي أصل تقليدي آخر. وفقًا لتحليل نُشر في The Journal of Alternative Investments في عام 2022، كان البيتكوين أقل تقلبًا من سعر النفط واستثمار الفضة وسندات الخزينة الأميركية و190 سهمًا من أسهم إس وبي 500 خلال وبعد انهيار أسواق الأسهم العالمية 2020. تم إنشاء مصطلح hodl في ديسمبر 2013 للإشارة إلى الشراء والاحتفاظ بالبيتكوين بدلاً من بيعه خلال فترات التقلبات.
وصف العديد من الاقتصاديين والمستثمرين وبنك إستونيا البيتكوين بأنه قد يكون سلسلة بونزي. ومع ذلك، يختلف الباحث القانوني إريك بوسنر ‏ في الرأي، حيث يقول "إن سلسلة بونزي الحقيقية تتطلب احتيالًا؛ بينما يبدو البيتكوين، بالمقابل، أشبه بـوهام جماعي". كما خلص تقرير للبنك الدولي في عام 2014 إلى أن البيتكوين لم يكن سلسلة بونزي متعمدة.

### باللغة الإنجليزية
1. 1 2  وصلة مرجع: https://support.kraken.com/hc/en-us/articles/360001206766-Bitcoin-currency-code-XBT-vs-BTC.
2. ↑  وصلة مرجع: https://www.bloomberg.com/quote/XBT:CUR.
3. ↑  وصلة مرجع: https://op.europa.eu/en/web/eu-vocabularies/concept/-/resource?uri=http://publications.europa.eu/resource/authority/currency/XBT.
4. ↑  وصلة مرجع: https://coinmarketcap.com/ar/currencies/bitcoin/. الوصول: 15 ديسمبر 2024.
5. ↑  Huang, Jon; O’Neill, Claire; Tabuchi, Hiroko (3 Sep 2021). "Bitcoin Uses More Electricity Than Many Countries. How Is That Possible?". The New York Times (بالإنجليزية الأمريكية). ISSN:0362-4331. Archived from the original on 2023-02-17. Retrieved 2022-10-26.
6. 1 2  S.، L. (2 نوفمبر 2015). "Who is Satoshi Nakamoto?". The Economist. مؤرشف من الأصل في 2020-11-22. اطلع عليه بتاريخ 2023-11-21.
7. 1 2 3  Davis، Joshua (10 أكتوبر 2011). "The Crypto-Currency: Bitcoin and its mysterious inventor". ذا نيو يوركر. مؤرشف من الأصل في 2014-11-01. اطلع عليه بتاريخ 2014-10-31.
8. ↑  Antonopoulos، Andreas M. (2014). Mastering Bitcoin: Unlocking Digital Crypto-Currencies. O'Reilly Media. ISBN:978-1-4493-7404-4.
9. 1 2 3 4
10. 1 2  Wolff-Mann، Ethan (27 أبريل 2018). "'Only good for drug dealers': More Nobel prize winners snub bitcoin". Yahoo Finance. مؤرشف من الأصل في 2018-06-12. اطلع عليه بتاريخ 2018-06-07.
11. 1 2  Sun Yin, Hao Hua; Langenheldt, Klaus; Harlev, Mikkel; Mukkamala, Raghava Rao; Vatrapu, Ravi (2 Jan 2019). "Regulating Cryptocurrencies: A Supervised Machine Learning Approach to De-Anonymizing the Bitcoin Blockchain". Journal of Management Information Systems (بالإنجليزية). 36 (1): 65. DOI:10.1080/07421222.2018.1550550. ISSN:0742-1222. S2CID:132398387. Archived from the original on 2024-04-21. Retrieved 2023-11-29.
12. 1 2 3 4 5 6 7 8  Narayanan، Arvind؛ Clark، Jeremy (27 نوفمبر 2017). "Bitcoin's academic pedigree". Communications of the ACM. ج. 60 ع. 12: 36–45. DOI:10.1145/3132259. ISSN:0001-0782. S2CID:6425116. مؤرشف من الأصل في 2023-10-14. اطلع عليه بتاريخ 2023-11-22.
13. ↑  Tschorsch، Florian؛ Scheuermann، Bjorn (2 مارس 2016). "Bitcoin and Beyond: A Technical Survey on Decentralized Digital Currencies". IEEE Communications Surveys & Tutorials. ج. 18 ع. 3: 2084–2123. DOI:10.1109/COMST.2016.2535718. ISSN:1553-877X. S2CID:5115101. مؤرشف من الأصل في 2023-11-19. اطلع عليه بتاريخ 2023-11-23.
14. ↑  Judmayer, Aljosha; Stifter, Nicholas; Krombholz, Katharina; Weippl, Edgar (2017). "History of Cryptographic Currencies". Blocks and Chains. Synthesis Lectures on Information Security, Privacy, and Trust (بالإنجليزية). Springer. pp. 15–18. DOI:10.1007/978-3-031-02352-1_3. ISBN:978-3-031-01224-2. Archived from the original on 2023-11-22. Retrieved 2023-11-22.
15. ↑  Bernard، Zoë (2 ديسمبر 2017). "Everything you need to know about Bitcoin, its mysterious origins, and the many alleged identities of its creator". Business Insider. مؤرشف من الأصل في 2018-06-15. اطلع عليه بتاريخ 2018-06-15.
16. ↑  Finley، Klint (31 أكتوبر 2018). "After 10 Years, Bitcoin Has Changed Everything—And Nothing". Wired. مؤرشف من الأصل في 2018-11-05. اطلع عليه بتاريخ 2018-11-09.
17. ↑  Economist Staff (31 أكتوبر 2015). "Blockchains: The great chain of being sure about things". ذي إيكونوميست. مؤرشف من الأصل في 2016-07-03. اطلع عليه بتاريخ 2016-06-18.
18. 1 2  Wallace, Benjamin (23 نوفمبر 2011). "The Rise and Fall of Bitcoin". Wired. مؤرشف من الأصل في 2013-10-31. اطلع عليه بتاريخ 2012-10-13.
19. ↑  Popper، Nathaniel (30 أغسطس 2014). "Hal Finney, Cryptographer and Bitcoin Pioneer, Dies at 58". نيويورك تايمز. مؤرشف من الأصل في 2014-09-03. اطلع عليه بتاريخ 2014-09-02.
20. ↑  Cooper، Anderson (16 مايو 2019). "Meet the man who spent millions worth of bitcoin on pizza". سي بي إس نيوز. مؤرشف من الأصل في 2021-12-08. اطلع عليه بتاريخ 2021-12-08.
21. ↑  Hileman، Garrick؛ Rauchs، Michel. "Global Cryptocurrency Benchmarking Study" (PDF). Cambridge University. مؤرشف (PDF) من الأصل في 2017-04-10. اطلع عليه بتاريخ 2017-04-14.
22. ↑  Vigna، Paul (21 يوليو 2017). "Bitcoin Rallies Sharply After Vote Resolves Bitter Scaling Debate". The Wall Street Journal. مؤرشف من الأصل في 2023-11-21. اطلع عليه بتاريخ 2023-11-21.
23. ↑  Selena Larson (1 أغسطس 2017). "Bitcoin split in two, here's what that means". CNN Tech. Cable News Network. مؤرشف من الأصل في 2018-02-27. اطلع عليه بتاريخ 2018-04-02.
24. ↑  Cheng، Evelyn (17 ديسمبر 2017). "Bitcoin debuts on the world's largest futures exchange, and prices fall slightly". CNBC. مؤرشف من الأصل في 2024-01-18. اطلع عليه بتاريخ 2024-01-19.
25. ↑  French، Sally (9 فبراير 2017). "Here's proof that this bitcoin crash is far from the worst the cryptocurrency has seen". Market Watch. مؤرشف من الأصل في 2018-07-03. اطلع عليه بتاريخ 2018-07-03.
26. ↑  "RMB Bitcoin trading falls below 1 pct of world total". Xinhuanet. Xinhua. 7 يوليو 2018. مؤرشف من الأصل في 2018-07-10. اطلع عليه بتاريخ 2018-07-10.
27. ↑  Chavez-Dreyfuss، Gertrude (3 يوليو 2018). "Cryptocurrency exchange theft surges in first half of 2018: report". Reuters. مؤرشف من الأصل في 2018-07-04. اطلع عليه بتاريخ 2018-07-10.
28. ↑  الأسترالي رايت يؤكد أنه مخترع عملة بِتْكُويْن نسخة محفوظة 16 نوفمبر 2018 على موقع واي باك مشين.
29. ↑  "What is a Bitcoin Mining Pool?". glossary.bitbo.io. مؤرشف من الأصل في 2025-05-18. اطلع عليه بتاريخ 2025-03-07.
30. ↑  "تعدين بتكوين في أميركا يمتص كهرباء تعادل استهلاك ولاية كاملة". بلومبرغ، اقتصاد الشرق. مؤرشف من الأصل في 2024-02-03. اطلع عليه بتاريخ 2024-02-04.
31. ↑  بلومبرغ، اقتصاد الشرق مع (13 فبراير 2024). "استهلاك تعدين "بتكوين" للكهرباء يتضاعف 113 مرة في 10 سنوات". اقتصاد الشرق مع بلومبرغ. مؤرشف من الأصل في 2024-02-13. اطلع عليه بتاريخ 2024-02-13.
32. ↑  "هل تحرم العملات المشفّرة الفقراء من حقهم في الكهرباء؟". Asharq News. 3 أغسطس 2025. اطلع عليه بتاريخ 2025-08-14.
33. ↑  البنك المركزي الأوروبي (2012). Virtual Currency Schemes (PDF). البنك المركزي الأوروبي. DOI:10.2866/47380. ISBN:978-92-899-0862-7. OCLC:1044382974. مؤرشف (PDF) من الأصل في 2012-11-06.
34. ↑  Dodd، Nigel (مايو 2018). "The Social Life of Bitcoin" (PDF). Theory, Culture & Society. ج. 35 ع. 3: 35–56. DOI:10.1177/0263276417746464. ISSN:0263-2764. S2CID:51914607. مؤرشف (PDF) من الأصل في 2023-11-22. اطلع عليه بتاريخ 2023-11-22.
35. 1 2  "Bitcoin and other cryptocurrencies are useless". ذي إيكونوميست. 30 أغسطس 2018. مؤرشف من الأصل في 2018-09-04. اطلع عليه بتاريخ 2018-09-04.
36. ↑  Feuer، Alan (14 ديسمبر 2013). "The Bitcoin Ideology". The New York Times. مؤرشف من الأصل في 2018-07-01. اطلع عليه بتاريخ 2018-07-01.
37. 1 2  Mohamed, Theron (30 May 2023). "Nobel economist Paul Krugman slams crypto as mostly useless, after saying it's hugely overpriced and helps criminals". بيزنس إنسايدر (بالإنجليزية الأمريكية). Archived from the original on 2023-11-23. Retrieved 2023-11-23.
38. 1 2  "Free Exchange. Money from nothing. Chronic deflation may keep Bitcoin from displacing its rivals". ذي إيكونوميست. 15 مارس 2014. مؤرشف من الأصل في 2014-03-25. اطلع عليه بتاريخ 2014-03-25.
39. ↑  "The magic of mining". ذي إيكونوميست. 13 يناير 2015. مؤرشف من الأصل في 2015-01-12. اطلع عليه بتاريخ 2015-01-13.
40. 1 2 3
41. ↑  Shiller، Robert (1 مارس 2014). "In Search of a Stable Electronic Currency". The New York Times. مؤرشف من الأصل في 2014-10-24.
42. ↑  Velde، François (ديسمبر 2013). "Bitcoin: A primer" (PDF). Chicago Fed letter. بنك الاحتياطي الفيدرالي (شيكاغو). ص. 4. مؤرشف (PDF) من الأصل في 2014-10-26. اطلع عليه بتاريخ 2016-09-03.
43. ↑  Wile، Rob (6 أبريل 2014). "St. Louis Fed Economist: Bitcoin Could Be A Good Threat To Central Banks". بيزنس إنسايدر. مؤرشف من الأصل في 2015-09-24. اطلع عليه بتاريخ 2014-04-16.
44. ↑  Weindling، Jacob (18 سبتمبر 2017). "China May Be Gearing Up to Ban Bitcoin". مجلة بيست. مؤرشف من الأصل في 2023-11-22. اطلع عليه بتاريخ 2023-11-22.
45. ↑  Lavin، Tim (8 أغسطس 2013). "The SEC Shows Why Bitcoin Is Doomed". بلومبيرغ نيوز. مؤرشف من الأصل في 2014-03-25. اطلع عليه بتاريخ 2013-10-20.
46. ↑  Montag، Ali (9 يوليو 2018). "Nobel-winning economist: Authorities will bring down 'hammer' on bitcoin". CNBC. مؤرشف من الأصل في 2018-07-11. اطلع عليه بتاريخ 2018-07-11.
47. ↑  "Regulation of Cryptocurrency Around the World: November 2021 Update" (PDF). United States Library of Congress. مؤرشف (PDF) من الأصل في 2021-12-24. اطلع عليه بتاريخ 2022-12-28.
48. 1 2 3  Murphy، Hannah (8 يونيو 2018). "Who really owns bitcoin now?". Financial Times. مؤرشف من الأصل في 2018-06-10. اطلع عليه بتاريخ 2018-06-10.
49. ↑  "Monetarists Anonymous". The Economist. 29 سبتمبر 2012. ISSN:0013-0613. مؤرشف من الأصل في 2022-09-01. اطلع عليه بتاريخ 2023-11-22.
50. ↑  Ball, James (22 Mar 2013). "Silk Road: the online drug marketplace that officials seem powerless to stop". The Guardian (بالإنجليزية البريطانية). ISSN:0261-3077. Archived from the original on 2013-10-12. Retrieved 2023-11-22.
51. ↑  Katz، Lily (12 يوليو 2017). "Bitcoin Acceptance Among Retailers Is Low and Getting Lower". Bloomberg News. مؤرشف من الأصل في 2018-01-25. اطلع عليه بتاريخ 2018-01-25.
52. ↑  Kharif، Olga (1 أغسطس 2018). "Bitcoin's Use in Commerce Keeps Falling Even as Volatility Eases". Bloomberg News. مؤرشف من الأصل في 2018-08-02. اطلع عليه بتاريخ 2018-08-02.
53. ↑  Chan، Bernice (16 يناير 2015). "Bitcoin transactions cut the cost of international money transfers". جريدة جنوب الصين الصباحية. مؤرشف من الأصل في 2019-05-31. اطلع عليه بتاريخ 2019-05-31.
54. ↑  Sheidlower، Noah (11 أبريل 2022). "Bitcoin by bitcoin, restaurants start to accept cryptocurrencies". NBC News. مؤرشف من الأصل في 2024-11-21. اطلع عليه بتاريخ 2024-10-07.
55. ↑  "Majority of Salvadorans do not want bitcoin, poll shows". Reuters. 2 سبتمبر 2021. مؤرشف من الأصل في 2021-11-30. اطلع عليه بتاريخ 2021-11-30.
56. ↑  "IMF urges El Salvador to remove Bitcoin as legal tender". BBC News. 26 يناير 2022. مؤرشف من الأصل في 2022-01-26. اطلع عليه بتاريخ 2022-01-26.
57. ↑  Alvarez، Fernando؛ Argente، David؛ Van Patten، Diana (2022). Are Cryptocurrencies Currencies? Bitcoin as Legal Tender in El Salvador (Report). Cambridge, MA: National Bureau of Economic Research. DOI:10.3386/w29968.
58. ↑  "Bitcoin Declared Legal Currency in Central African Republic". Bloomberg. 28 أبريل 2022. مؤرشف من الأصل في 2022-04-28. اطلع عليه بتاريخ 2022-04-28.
59. ↑  "Frequently Asked Questions on Central African Republic". International Monetary Fund (بالإنجليزية). Archived from the original on 2023-08-11. Retrieved 2023-08-11.
60. ↑  Rasool، Mohammed (3 نوفمبر 2020). "Iran Is Pivoting to Bitcoin". Vice. مؤرشف من الأصل في 2020-11-03. اطلع عليه بتاريخ 2020-11-10.
61. ↑  "Iran: New Crypto Law Requires Selling Bitcoin Directly to Central Bank to Fund Imports". الشرق الأوسط (جريدة). 31 أكتوبر 2020. مؤرشف من الأصل في 2020-10-31. اطلع عليه بتاريخ 2020-10-31.
62. ↑  Kohler, Judith (21 Sep 2022). "Colorado accepts cryptocurrency to pay taxes, moving the state "tech forward"". The Denver Post (بالإنجليزية الأمريكية). Archived from the original on 2022-12-29. Retrieved 2022-12-29.
63. ↑  "'Crypto Valley' canton to accept Bitcoin for tax payments". سويس إنفو (بالإنجليزية). 3 Sep 2020. Archived from the original on 2023-11-22. Retrieved 2023-11-22.
64. ↑  Huang, Vicky Ge (15 Oct 2023). "Why the U.S. Government Has $5 Billion in Bitcoin". وول ستريت جورنال (بالإنجليزية الأمريكية). Archived from the original on 2024-02-20. Retrieved 2024-02-20.
65. ↑  Castillo, Michael del (16 Jun 2023). "U.S. Government Owns Way More Bitcoin Than Any Other Country–So Why Aren't They Selling It?". فوربس (بالإنجليزية). Archived from the original on 2024-02-21. Retrieved 2024-02-21.
66. ↑  "Jersey approve Bitcoin fund launch on island". BBC News. 10 يوليو 2014. مؤرشف من الأصل في 2014-07-10. اطلع عليه بتاريخ 2014-07-10.
67. ↑  "Chicago Mercantile Exchange jumps into bitcoin futures". CBS News. 18 ديسمبر 2017. مؤرشف من الأصل في 2019-05-31. اطلع عليه بتاريخ 2019-05-31.
68. ↑  "Gold or Bitcoin? Store-of-value debate rages as Bitcoin grows". Bloomberg Professional Services (بالإنجليزية الأمريكية). 25 Oct 2021. Archived from the original on 2025-01-13. Retrieved 2024-10-02.
69. ↑  "Goldman Sachs says bitcoin will compete with gold as "store of value"". Reuters. 5 يناير 2022. مؤرشف من الأصل في 2023-09-07.
70. ↑  Lee، Timothy B. "The $11 million in bitcoins the Winklevoss brothers bought is now worth $32 million". The Washington Post. مؤرشف من الأصل في 2017-07-06. اطلع عليه بتاريخ 2017-08-11.
71. ↑  Maidenberg، Micah؛ Driebusch، Corrie؛ Jin، Berber (17 أغسطس 2023). "A Rare Look Into the Finances of Elon Musk's Secretive SpaceX". The Wall Street Journal. مؤرشف من الأصل في 2023-08-17. اطلع عليه بتاريخ 2023-11-19.
72. ↑  Ostroff, Caitlin; Elliott, Rebecca (8 Feb 2021). "Tesla Buys $1.5 Billion in Bitcoin". وول ستريت جورنال (بالإنجليزية الأمريكية). ISSN:0099-9660. Archived from the original on 2024-01-06. Retrieved 2023-11-22.
73. ↑  Vigna، Paul (20 ديسمبر 2021). "Bitcoin's 'One Percent' Controls Lion's Share of the Cryptocurrency's Wealth". وول ستريت جورنال. ISSN:0099-9660. مؤرشف من الأصل في 2021-12-22. اطلع عليه بتاريخ 2021-12-22.
74. ↑  Cota, Isabella (2 Sep 2023). "Two years of bitcoin in Bukele's El Salvador: An opaque experiment with a little-used currency". إل باييس (بالإنجليزية الأمريكية). Archived from the original on 2023-11-24. Retrieved 2023-11-24.
75. ↑  Gandal، Neil؛ Hamrick، J.T.؛ Moore، Tyler؛ Oberman، Tali (مايو 2018). "Price manipulation in the Bitcoin ecosystem". Journal of Monetary Economics. ج. 95: 86–96. DOI:10.1016/j.jmoneco.2017.12.004. S2CID:26358036.
76. ↑  Griffin, John M.; Shams, Amin (Aug 2020). "Is Bitcoin Really Untethered?". The Journal of Finance (بالإنجليزية). 75 (4): 1913–1964. DOI:10.1111/jofi.12903. ISSN:0022-1082. S2CID:229576274.
77. ↑  Popper، Nathaniel (13 يونيو 2018). "Bitcoin's Price Was Artificially Inflated Last Year, Researchers Say". The New York Times. مؤرشف من الأصل في 2018-06-13. اطلع عليه بتاريخ 2018-06-13.
78. ↑  Costelloe، Kevin (29 نوفمبر 2017). "Bitcoin 'Ought to Be Outlawed,' Nobel Prize Winner Stiglitz Says". Bloomberg News. مؤرشف من الأصل في 2018-06-12. اطلع عليه بتاريخ 2018-06-05. It doesn't serve any socially useful function.
79. ↑  Authers, John (9 Jun 2021). "Don't Call Bitcoin a Bubble. It's an Epidemic". Bloomberg.com (بالإنجليزية). Archived from the original on 2021-06-10.
80. ↑  Tirole, Jean (1 Feb 2024). "Cryptocurrencies: an economist's view". La Jaune et la Rouge (بالإنجليزية). Vol. فبراير 2024, no. 792. Archived from the original on 2024-06-25. Retrieved 2024-11-15.
81. ↑  "Bitcoin breaks $100,000 barrier amid post-election cryptocurrency surge". Washington Post. اطلع عليه بتاريخ 2024-12-05. "People use bitcoin as a speculative asset. It's like gold, it's just like gold, only it's virtual, it's digital. People are not using it as a form of payment or a store of value," he said. "It's highly volatile. It's not a competitor for the dollar; it's really a competitor for gold."
82. ↑  Klein, Tony; Pham Thu, Hien; Walther, Thomas (Oct 2018). "Bitcoin is not the New Gold – A comparison of volatility, correlation, and portfolio performance" (PDF). International Review of Financial Analysis (بالإنجليزية). 59: 105–116. DOI:10.1016/j.irfa.2018.07.010. S2CID:158400153. Archived (PDF) from the original on 2023-11-25. Retrieved 2023-11-24.
83. ↑  Mazur, Mieszko (31 Mar 2022). "Misperceptions of Bitcoin Volatility". The Journal of Alternative Investments (بالإنجليزية). 24 (4): 33–44. DOI:10.3905/jai.2022.1.153. ISSN:1520-3255. S2CID:247843794.
84. ↑  Montag، Ali (26 أغسطس 2018). "'HODL,' 'whale' and 5 other cryptocurrency slang terms explained". CNBC. مؤرشف من الأصل في 2022-01-12. اطلع عليه بتاريخ 2021-03-16.
85. ↑  Hajric، Vildana (19 نوفمبر 2020). "All the Bitcoin Lingo You Need to Know as Crypto Heats Up". Bloomberg. مؤرشف من الأصل في 2020-11-29. اطلع عليه بتاريخ 2020-12-01.
86. ↑  Clinch، Matt (10 مارس 2014). "Roubini launches stinging attack on bitcoin". سي إن بي سي. مؤرشف من الأصل في 2022-07-09. اطلع عليه بتاريخ 2023-11-22.
87. ↑  "This Billionaire Just Called Bitcoin a 'Pyramid Scheme'". مجلة فورتشن. مؤرشف من الأصل في 2017-09-24. اطلع عليه بتاريخ 2017-09-23.
88. ↑  Ott Ummelas؛ Milda Seputyte (31 يناير 2014). "Bitcoin 'Ponzi' Concern Sparks Warning From Estonia Bank". Bloomberg News. مؤرشف من الأصل في 2014-03-29. اطلع عليه بتاريخ 2014-04-01.
89. ↑  Posner, Eric (11 Apr 2013). "Fool's Gold". Slate (بالإنجليزية الأمريكية). ISSN:1091-2339. Archived from the original on 2022-07-08. Retrieved 2023-11-22.
90. ↑  Davradakis، Emmanouil؛ Santos، Ricardo (2019). Blockchain, FinTechs and their relevance for international financial institutions. بنك الاستثمار الأوروبي. DOI:10.2867/11329. ISBN:978-92-861-4184-3. مؤرشف من الأصل في 2024-04-21. اطلع عليه بتاريخ 2023-11-24.

### باللغة العربيَّة
1. ↑  عبد اللطيف حاجي العوضي (مارس 2019). "أثر سدّ الذرائع في التعامل بالعملات الافتراضية (البيتكوين) أنموذجًا". مجلة الشريعة والدراسات الإسلامية. ج. 34 ع. 116: 467. eISSN:2960-1479. ISSN:1029-8908. مؤرشف من الأصل في 2025-06-21. اطلع عليه بتاريخ 2024-11-27.{{استشهاد بدورية محكمة}}:  صيانة الاستشهاد: التاريخ والسنة (link)

## وصلات خارجية
- الموقع الرسمي
- بيتكوين على موقع Open Hub (الإنجليزية)